# Racing de Ferrol
Racing Club de Ferrol, thường được gọi là Racing de Ferrol, là một đội bóng đá Tây Ban Nha có trụ sở tại Ferrol, tỉnh A Coruña, trong cộng đồng tự trị Galicia.
Được thành lập vào năm 1919, câu lạc bộ hiện đang chơi ở Segunda División, tổ chức các trận đấu trên sân nhà tại sân vận động A Malata. Màu sắc của câu lạc bộ là áo xanh lá cây với quần đùi trắng, mặc dù trong những năm đầu tồn tại, áo sơ mi xanh lá cây và trắng có sọc dọc đã được sử dụng.
Mặc dù Racing chưa bao giờ chơi ở giải đấu hàng đầu La Liga của Tây Ban Nha, nhưng câu lạc bộ đã trải qua nhiều năm ở giải hạng hai trước khi lên hạng ba gần đây. Racing giữ kỷ lục có nhiều mùa giải nhất ở giải hạng hai không lọt vào La Liga (35).

## Cầu thủ

### Đội hình hiện tại
Tính đến ngày 18/1/2024
Ghi chú: Quốc kỳ chỉ đội tuyển quốc gia được xác định rõ trong điều lệ tư cách FIFA. Các cầu thủ có thể giữ hơn một quốc tịch ngoài FIFA.
| Số | VT | Quốc gia    | Cầu thủ                                |
| -- | -- | ----------- | -------------------------------------- |
| 1  | TM | Argentina   | Gianfranco Gazzaniga                   |
| 2  | HV | Tây Ban Nha | Julián Delmás                          |
| 3  | TĐ | Tây Ban Nha | Óscar Pinchi (mượn từ Çaykur Rizespor) |
| 4  | HV | Tây Ban Nha | Jon García                             |
| 5  | HV | Tây Ban Nha | Enrique Clemente (mượn từ Las Palmas)  |
| 6  | TV | Tây Ban Nha | Jesús Bernal                           |
| 7  | TĐ | Tây Ban Nha | Héber Pena                             |
| 8  | TV | Tây Ban Nha | Álex López (đội trưởng)                |
| 9  | TĐ | Tây Ban Nha | Manu Justo                             |
| 10 | TV | Tây Ban Nha | Josep Señé                             |
| 11 | TĐ | Tây Ban Nha | Nacho Sánchez                          |
| 12 | HV | Tây Ban Nha | Álex Martín (mượn từ Elche)            |
| 13 | TM | Tây Ban Nha | Emilio Bernad                          |
| 14 | TĐ | Tây Ban Nha | Álvaro Vadillo                         |

| Số | VT | Quốc gia    | Cầu thủ                                |
| -- | -- | ----------- | -------------------------------------- |
| 15 | HV | Tây Ban Nha | David Castro                           |
| 16 | TV | Tây Ban Nha | Fran Manzanara                         |
| 17 | TV | Tây Ban Nha | Chuca (mượn từ Miedź Legnica)          |
| 18 | HV | Tây Ban Nha | Brais Martínez                         |
| 19 | TĐ | Tây Ban Nha | Sabin Merino (mượn từ Zaragoza)        |
| 20 | TĐ | Tây Ban Nha | Álvaro Giménez                         |
| 21 | HV | Tây Ban Nha | Moi Delgado                            |
| 22 | TV | Tây Ban Nha | Iker Losada                            |
| 23 | TĐ | Tây Ban Nha | Nico Serrano (mượn từ Athletic Bilbao) |
| 24 | HV | Tây Ban Nha | Sergio Cubero (mượn từ Eibar)          |
| 25 | TM | Tây Ban Nha | Ander Cantero                          |
| —  | HV | Ý           | Luca Ferrone                           |
| —  | HV | Tây Ban Nha | Fernando Pumar                         |